# 利格雷
利格雷（法語：Ligré，法語發音：[liɡʁe] ⓘ）是法国安德尔-卢瓦尔省的一个市镇，位于该省西部偏南，属于希农区。

## 地理
利格雷（47°6'44"N, 0°16'31"E）面积27.7 平方千米，位于法国中央-卢瓦尔河谷大区安德尔-卢瓦尔省，该省份为法国中西部省份，北起萨尔特省、东北接卢瓦-谢尔省，东南接安德尔省，南至维埃纳省，西临曼恩-卢瓦尔省。
与利格雷接壤的市镇（或旧市镇、城区）包括：昂谢、阿赛、莱姆雷、马尔赛、里维耶尔、拉罗什克莱尔莫。

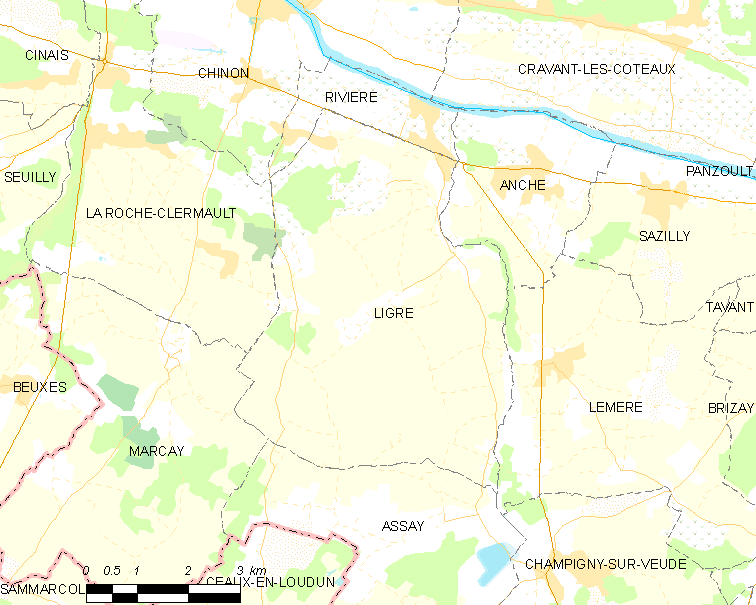
利格雷的OSM定位图

利格雷的时区为UTC+01:00、UTC+02:00（夏令时）。

## 行政
利格雷的邮政编码为37500，INSEE市镇编码为37129。

## 政治
利格雷所属的省级选区为图赖讷地区圣莫尔县。

## 人口

1962-2008年间利格雷人口变化图示

利格雷于2022年1月1日时的人口数量为1070人。